# Cheval du Namib
Vous lisez un « bon article » labellisé en 2015.
Le cheval du Namib constitue une population de chevaux sauvages vivant dans le Namib, un désert de l'Afrique australe. Issu des rares populations de chevaux féraux du continent africain, son origine reste peu claire, plusieurs théories étant avancées, sans que les tests génétiques ne permettent de conclure. 
Leurs ancêtres sont vraisemblablement des chevaux de selle et de cavalerie issus de programmes d'élevage allemands, libérés de diverses fermes et de camps au début du XXe siècle, en particulier pendant la Première Guerre mondiale. Quelle que soit leur origine, ces chevaux se rassemblent dans les plaines de Garub, près de Aus en Namibie, grâce à la présence d'une source d'eau artificielle. Les populations humaines les ignorent jusque dans les années 1980, sauf pour la menace périodique qu'ils représentent sur l'habitat des herbivores indigènes. En 1984, un premier comptage aérien des chevaux est effectué. En 1986, leurs terres de pâturage traditionnelles sont incorporées au parc national de Namib-Naukluft. À plusieurs reprises, certains chevaux sont éliminés du troupeau, plus d'un tiers de la population étant capturée et vendue en 1992. Depuis le début des années 1990, des relevés de population précis sont conservés, et des études réalisées pour déterminer l'effet de la présence des chevaux du Namib sur leur environnement. Bien qu'ils constituent une espèce exogène dans le parc, ils sont autorisés à y rester grâce à leurs liens avec l'histoire du pays. Ils sont depuis présentés comme une attraction touristique.
La harde, réduite, compte entre 90 et 150 animaux. Le cheval du Namib est d'apparence athlétique, proche des chevaux de selle européens dont il est vraisemblablement issu. Il porte habituellement une robe sombre. Malgré son environnement difficile, il parvient à rester dans un état correct en dehors des périodes de grande sécheresse. Ces chevaux ont fait l'objet de plusieurs études, donnant un aperçu significatif de la dynamique des populations et de leur capacité à survivre dans les conditions désertiques.

## Histoire

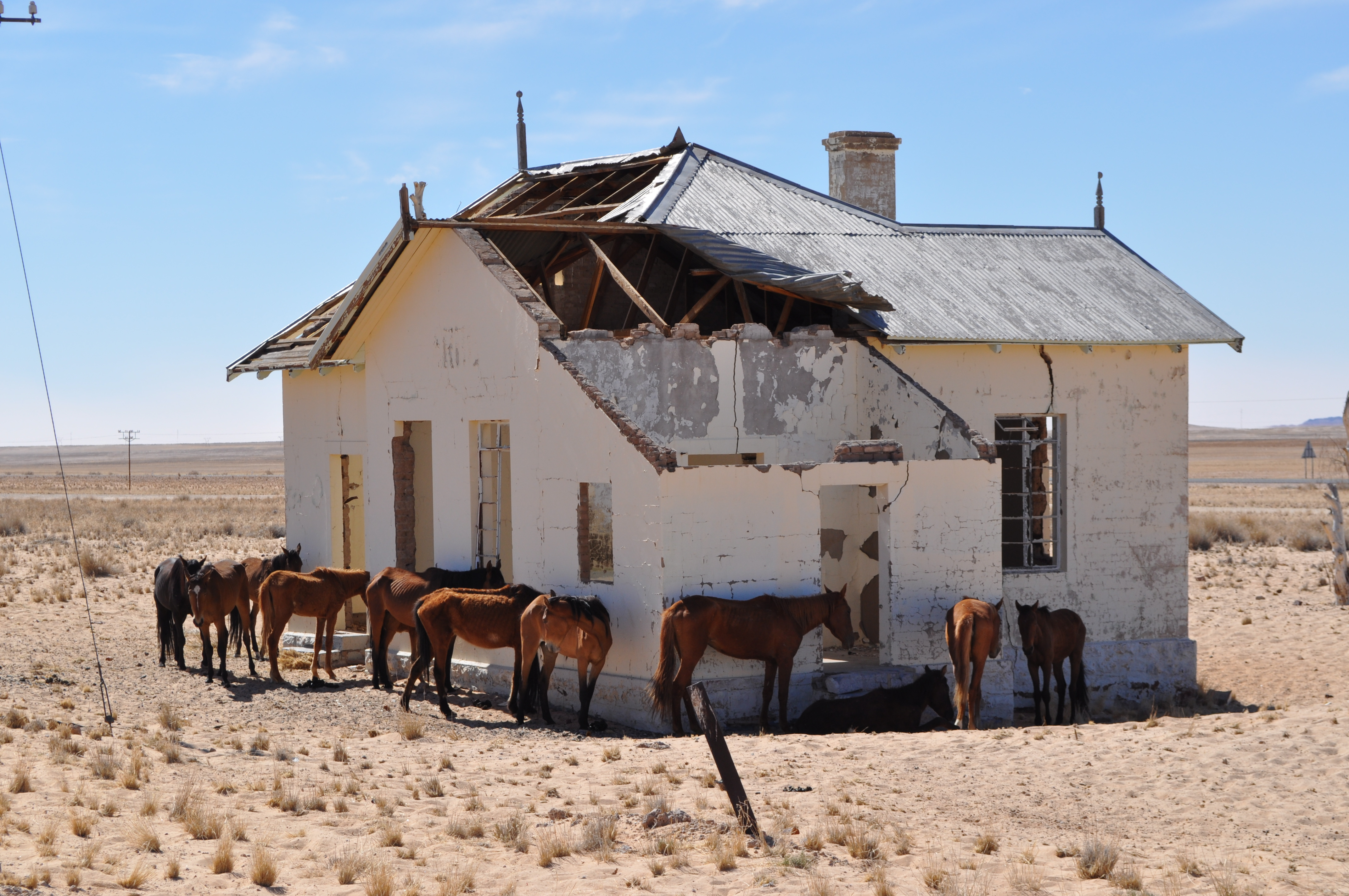
Chevaux du Namib se reposant à l'ombre d'une gare abandonnée.

### Origine
L'Afrique australe n'a jamais eu de population de chevaux indigène. L'origine du cheval du Namib est forcément à chercher parmi des animaux importés par les Hommes. Si l'universitaire Bonnie Lou Hendricks estimait en 1995 que les chevaux du Namib forment l'unique population de chevaux retournés à l'état sauvage sur le continent africain, une autre population marron a été découverte en Éthiopie durant une expédition en 2012.
La région sud du désert du Namib a été colonisée par les Allemands, qui y ont construit une voie de chemin de fer vers l'Afrique du Sud en 1908. Ils creusent à l'époque un puits d'eau pour les locomotives à vapeur (ce puits joue un grand rôle dans la survie des chevaux par la suite), avant de découvrir des diamants et de déclarer la région zone interdite. Des troubles éclatent à partir de 1913, avec les Sud-Africains. 
Plusieurs hypothèses coexistent en ce qui concerne les ancêtres du cheval du Namib. Un navire cargo transportant des Pur-sang en Australie aurait fait naufrage près du fleuve Orange, les chevaux les plus forts auraient nagé jusqu'à terre et voyagé vers la plaine de Garub, près de Aus, territoire actuel de cette population. Une autre théorie affirme qu'ils descendent de croisements entre le cheval du Cap et des poneys Basuto montés par des Khoïkhoïs voyageant de l'Afrique australe vers le nord du fleuve Orange. La théorie la plus probable voit dans les chevaux du Namib les descendants d'un mélange de chevaux militaires sud-africains échappés, et de chevaux d'élevage amenés dans le Sud-Ouest africain allemand. Pendant la Première Guerre mondiale, des chevaux ont été utilisés dans les campagnes militaires en Namibie, aussi bien par les troupes allemandes (Schutztruppe) que par les Sud-Africains. Certains se sont échappés ou ont été relâchés dans le désert.
En 1907, le baron allemand von Wolf avait construit le Château de Duwisib au bord du désert du Namib, où il a élevé un troupeau d'environ 300 bêtes. Sa ferme a été abandonnée au déclenchement de la Première guerre mondiale, laissant les chevaux sur un terrain non clos relativement proche de la zone où la population équine erre maintenant. Le phénotype des chevaux actuels ressemble beaucoup plus aux bêtes élevées par von Wolf (qui furent montées par les troupes de la Première Guerre mondiale) qu'à celui des chevaux montés par les tribus khoïkhoïs, ce qui rend cette version plus vraisemblable. La preuve génétique apportée en 2001 tend cependant à la discréditer. Von Wolf a utilisé des chevaux de race Pur-sang, Hackney et Trakehner dans son programme d'élevage, plutôt que le cheval arabe auquel les chevaux de Namibie sont les plus génétiquement apparentés. Des recherches dans les archives des opérations d'élevage de chevaux retrouvées à Windhoek (datées d'avant 1914), combinées avec les études sur le typage sanguin, suggèrent que ces animaux descendent d'un pool génétique de chevaux de selle de grande qualité, plutôt que de chevaux de travail. Une étude publiée en 2005 renforce la théorie d'une descendance depuis une combinaison de chevaux d'élevage européens militaires échappés. Une source possible de reproducteurs est un haras situé près de Kubub, et loué par Emil Kreplin (anciennement maire de Lüderitz) de 1911 à 1919. Les albums photo des animaux montrent une conformation et des marquages similaires à ceux qui sont observés chez le cheval du Namib moderne. En outre, début 1915, au cours des combats de la Première Guerre mondiale, des bombes ont été larguées par un avion allemand sur le camp en Afrique du Sud près de Garub. Certains engins semblent avoir été spécifiquement ciblés pour atterrir parmi le troupeau de 1 700 chevaux au pâturage, afin de le disperser. Ces animaux échappés pourraient avoir rejoint d'autres chevaux perdus du Haras de Kreplin pendant la tourmente de la guerre. Les chevaux de la région se sont probablement rassemblés sur les quelques points d'eau existants dans les montagnes, près d'Aus et de Garub.

### Des années 1970 à nos jours

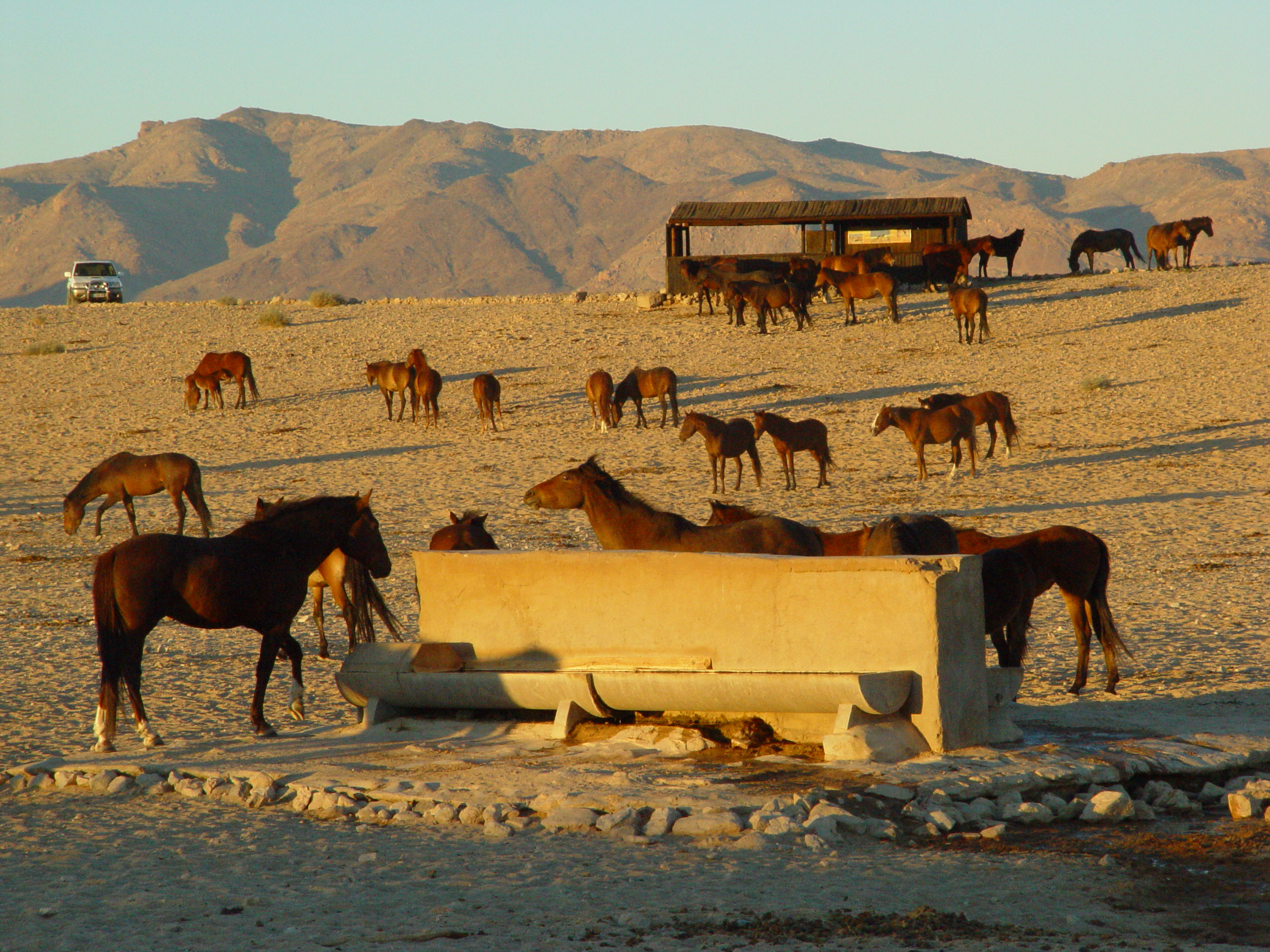
Le point d'eau de Garub, avec un point d'observation pour les touristes à l'arrière-plan.

Les chevaux du Namib sont initialement contraints de rivaliser avec des animaux d'élevage lâchés par les agriculteurs sur le même terrain de pâture. En raison de cette concurrence pour un fourrage limité, les chevaux ont presque complètement disparu. Cependant, ils sont sauvés en partie grâce aux efforts de Jan Coetzer, un employé de la Consolidated Diamond Mine (MDP ou DBCM) qui exploite un gisement près de Sperrgebiet. Garub est l'une des stations de remplissage des locomotives à vapeur jusqu'en 1977, à l'arrivée des locomotives diesel. Les chevaux qui survivent sur l'eau pompée pour les locomotives sont mis en danger lorsque ce pompage s'arrête. Plusieurs meurent de déshydratation. Coetzer lance une pétition auprès de la MDP pour continuer à approvisionner les chevaux en eau, ce qui est fait en 1980 grâce à l'installation de réservoirs de rétention et d'un bac à eau. Entre 1964 et 1984, les estimations de la population ont varié entre 50 et 200 chevaux, généralement pour une moyenne de 140 à 160. En 1984, un comptage aérien a permis de distinguer 168 chevaux, alors que les observations réalisées au sol en 1988 se situaient entre 150 et 200 animaux.
Au milieu des années 1980, l'habitat des chevaux a été inclus au parc national de Namib-Naukluft, la plus grande réserve de chasse d'Afrique. Après l'expansion du parc, une proposition a été lancée pour éliminer tous les chevaux, considérés comme une espèce exogène. Le tollé public qui en résulte empêche l'abattage. L'année suivante, 10 chevaux sont retirés du parc à des fins de recherche et huit autres le sont pour l'utilisation en patrouille dans le parc national d'Etosha, bien qu'ils ne réussissent pas dans cette dernière utilisation. En 1990, la Namibie gagne son indépendance et une sécheresse importante touche l'Afrique australe. Il est décidé de réduire la population, alors estimée à 276 animaux. En juin, 104 chevaux sont capturés et vendus sans sélection, mais beaucoup ne peuvent s'adapter à leurs nouveaux habitats. En 1997, au moins la moitié d'entre eux sont morts. En 1997, sur une population sauvage de 149 chevaux, 35 animaux sélectionnés sur leur âge, leur sexe et leur degré de relation génétique sont enlevés pour être vendus aux enchères. Ces chevaux sont gardés dans des enclos pendant six semaines, période pendant laquelle les étalons deviennent très agressifs et doivent être séparés. La vente aux enchères est finalement annulée et les chevaux relâchés. À partir de décembre 1993, des comptages de la population sont effectués chaque semestre. Entre 1993 et 2005, le cheptel se situe entre 89 et 149 animaux, les chiffres de 1999 à 2001 étant en dessous de 100. Bien que plusieurs tentatives aient été faites pour exterminer ces chevaux en raison d'une possible menace sur l'habitat de l'oryx, ils sont maintenant protégés par la Direction de la conservation de la nature en Namibie.

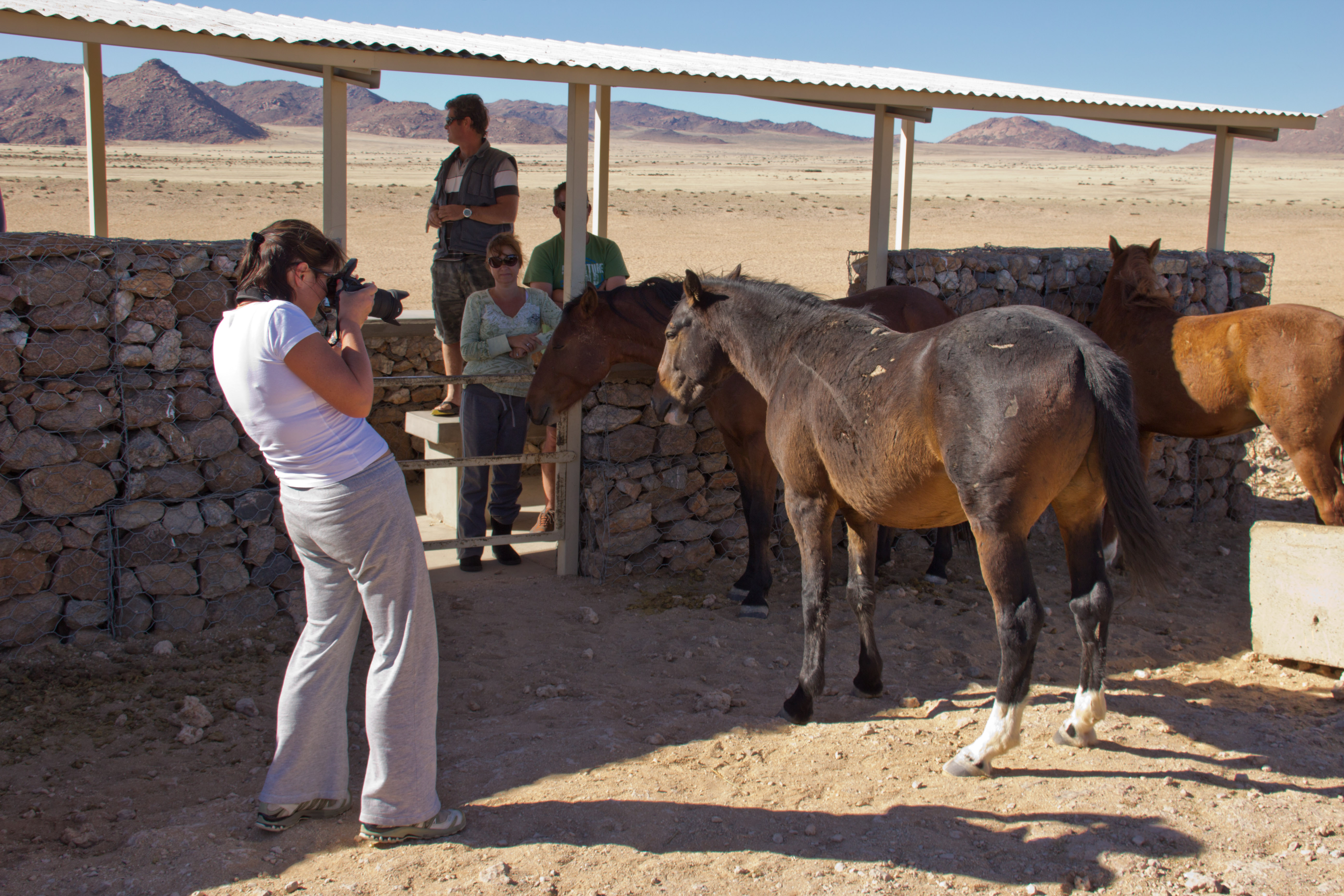
Des chevaux sauvages du Namib en interaction étroite avec les touristes à l'abreuvoir de Garub.

Les chevaux du désert du Namib sont à l'origine désignés par la population locale comme des « chevaux fantômes », car ils sont majoritairement restés loin des habitations humaines et n'ont été que rarement observés. Toutefois, lorsque leurs pâturages ont été inclus à la réserve de chasse, une politique d'intervention limitée a été mise en place, ce qui a encouragé le soutien à donner aux chevaux lorsque cela s'avère nécessaire. Les chevaux sont désormais en contact plus étroit avec les humains. Cela a également induit un contact plus étroit avec les touristes qui visitent la Namibie, et qui les voient souvent dans la zone d'arrosage de Garub ou à proximité de la route principale qui traverse leurs pâturages. Alors que les chevaux rapportent des revenus touristiques en Namibie, il y a des préoccupations au sujet des effets négatifs de ces interactions homme-cheval (y compris lors d'accidents de véhicules), la perturbation de zones sensibles par les personnes qui cherchent les chevaux et la perturbation de la dynamique des troupeaux en raison d'une trop grande dépendance des humains.

## Description

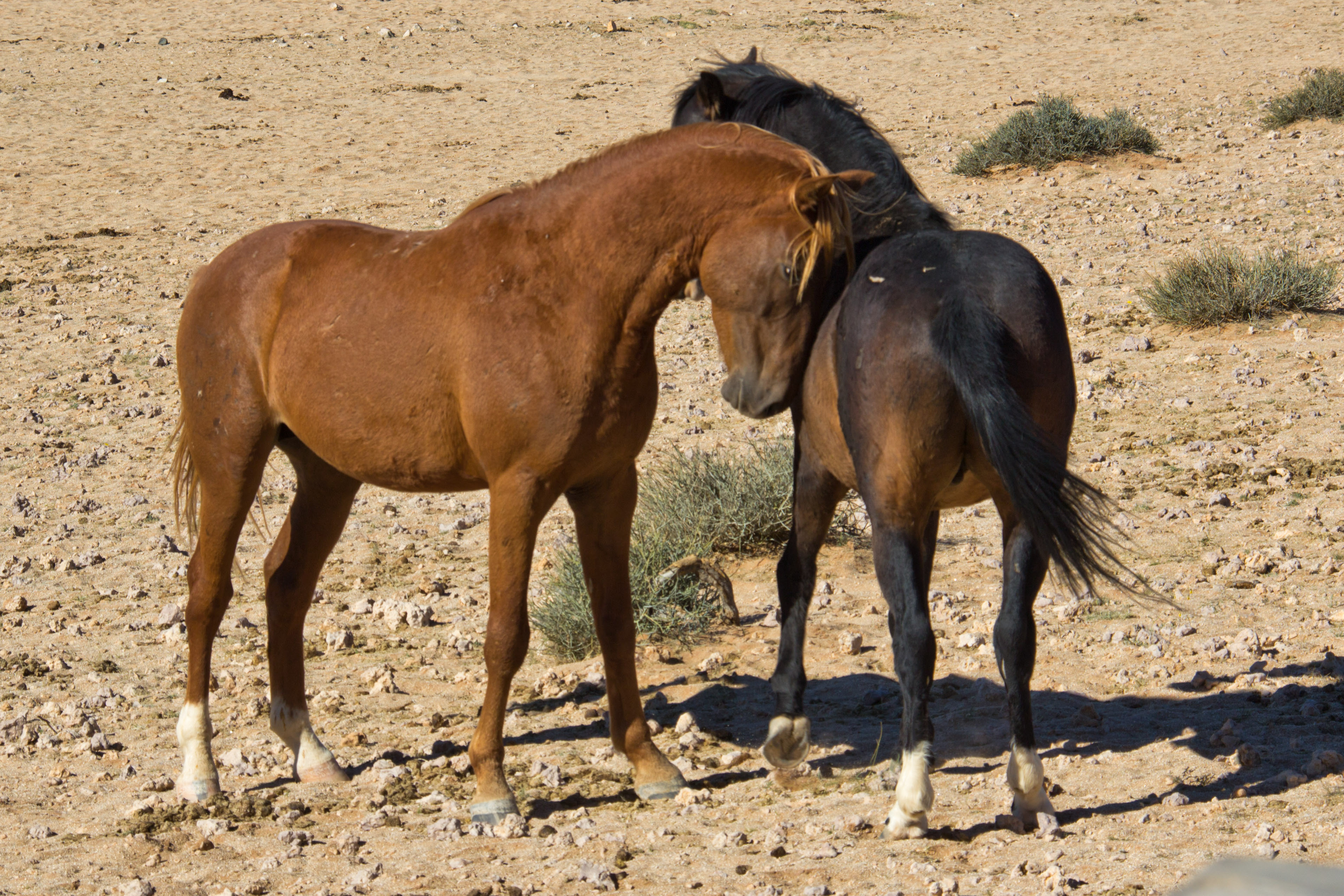
Deux chevaux du Namib à la robe sombre typique.

Un test génétique réalisé en 2001 a démontré que le cheval du Namib fait partie d'une population de type oriental, génétiquement plus proche du cheval arabe bien que cette association reste lointaine. Ils sont en effet plus proches de l'Arabe que les trois races testées en Afrique du Sud, le Nooitgedacht, le poney Boer et le Basuto. La similitude génétique avec les chevaux de type arabe étant éloignée, ils ne lui ressemblent pas étroitement en apparence, même s'ils sont manifestement « à sang chaud », ce qui se traduit par des animaux sportifs, minces et musclés. En les observant en 1991, Jacqueline Ripart détecte chez eux l'influence du cheval arabe, du Trakehner et du Hackney.

### Morphologie
Les chevaux du Namib sont athlétiques, musclés et dotés d'une ossature de bonne qualité. Leur dos est assez court, les épaules obliques et le garrot est bon. Ils ont l'apparence de chevaux de selle élevés par l'homme, à la fois par leur tête, leur robe et leur pelage. Dans l'ensemble, ils présentent une bonne conformation et peu de difformités. Les poulains ont parfois des pieds bots, probablement en raison d'un traumatisme du sabot dû aux voyages sur de longues distances. Alors que la consanguinité est réputée réduire la taille, les chevaux du Namib toisent tout de même en moyenne de 1,42 m à 1,47 m. Les plus grands ne dépassent pas 1,50 m.

### Robe
La couleur de robe la plus commune chez le cheval du Namib est le bai, il y a aussi quelques alezans et des chevaux bai-bruns. Le gène gris n'existe pas chez cette population. De nombreux cas de raie de mulet sur le dos sont recensés, mais aucune zébrure sur les membres. De très rares individus noirs existent, mais sont exceptionnels. Aucune autre couleur n'a été enregistrée.

### Condition physique
Les scientifiques qui étudient ces chevaux évaluent leur condition physique sur une échelle allant de un (excellent) à cinq (très mauvais), basée principalement sur le poids estimé et le tonus musculaire. Les chevaux ont tendance à rester dans un état supérieur à la moyenne, malgré l'environnement hostile dans lequel ils vivent (la température au sol peut varier de 5° la nuit en hiver à 70° le jour en été,). Les étalons sont généralement dans un meilleur état que les juments. Pendant les sécheresses graves, le score moyen diminue, mais les chevaux se trouvent toujours dans des scores modérés, l'ensemble de la population n'étant jamais en très mauvais état. La condition des chevaux est directement corrélée à la pluviométrie en raison du fourrage disponible, bien que la température, la distance entre le fourrage et l'eau et les dépenses d'énergie individuelles jouent également un rôle. Les études menées durant les années 1990 n'ont trouvé aucune preuve de maladie équine parmi cette population, seulement quelques parasites externes. Les examens de carcasses ont permis de trouver quatre parasites nématodes internes (des strongles, deux types d'Enterobius et des vers de l'estomac), ainsi que des larves de la mouche Gasterophilus pecorum (sv).

### Variabilité génétique
Les résultats des tests génétiques publiés en 2001 ont indiqué que les chevaux du Namib forment l'une des populations équines les plus isolées au monde, avec le deuxième taux de variation génétique le plus bas enregistré parmi toutes les populations de chevaux qui ont été étudiées à ce jour. Cela est dû en partie à leur petite population d'origine, et au nombre généralement faible de la population moderne, rendu plus faible encore pendant les périodes de sécheresse. Malgré l'importante population d'élevage domestique dont les chevaux descendent, au moins un goulet d'étranglement génétique s'est produit dans l'histoire de la race, ce qui a entraîné une baisse significative de la variation génétique sur une période de temps relativement courte. Bien que la taille minimale idéale de la population soit autour de 200 chevaux pour maintenir sa variabilité génétique, le biotope actuel ne peut pas accueillir une telle population compte tenu de la moyenne des précipitations. Les estimations de population minimale nécessaire pour maintenir l'amplitude de l'efficacité génétique sont entre 100 et 150 animaux. Le typage sanguin réalisé dans les années 1990 a permis de noter une nouvelle variante. Son absence parmi les échantillons de sang de toutes les autres races de chevaux indique la présence d'une mutation qui a probablement eu lieu après que ces chevaux se soient établis dans le désert.

## Diffusion et mode de vie
La taille de la harde varie entre 90 et 150 animaux, les autorités namibiennes estimant que la zone ne peut en recevoir davantage. L'habitat du cheval du Namib est bordé dans le nord par le désert du Namib près de la rivière Koichab (de) généralement à sec, et à l'ouest par le Grand Escarpement africain. Ces chevaux se déplacent par groupes, au minimum de deux et généralement de plus. Les observations entre 1993 et 2003 permettent d'identifier entre six et onze groupes, dont un groupe de jeunes étalons célibataires, des groupes de reproduction et des groupes d'étalons ayant coopéré (groupes avec plus d'un étalon qui a le droit de se reproduire). Le cheval du Namib voyage beaucoup, cherche de la nourriture, de l'eau et un abri contre le climat et les insectes. Une étude réalisée en 1994 dévoile qu'ils arpentent un territoire moyen de 34 km2. Cependant, tout n'est pas traversé chaque jour. Ces chevaux doivent couvrir des distances considérables, 15 à 20 km séparant les quelques sources d'eau existantes des meilleures sources de pâturage. Cela crée une grande pression de sélection en supprimant les animaux les plus faibles de la population. Les chevaux profitent de quelques mares pendant les pluies du printemps austral, qui sont vite asséchées. Les rochers creux peuvent aussi retenir la pluie, obligeant parfois ces chevaux à des acrobaties pour s'abreuver.

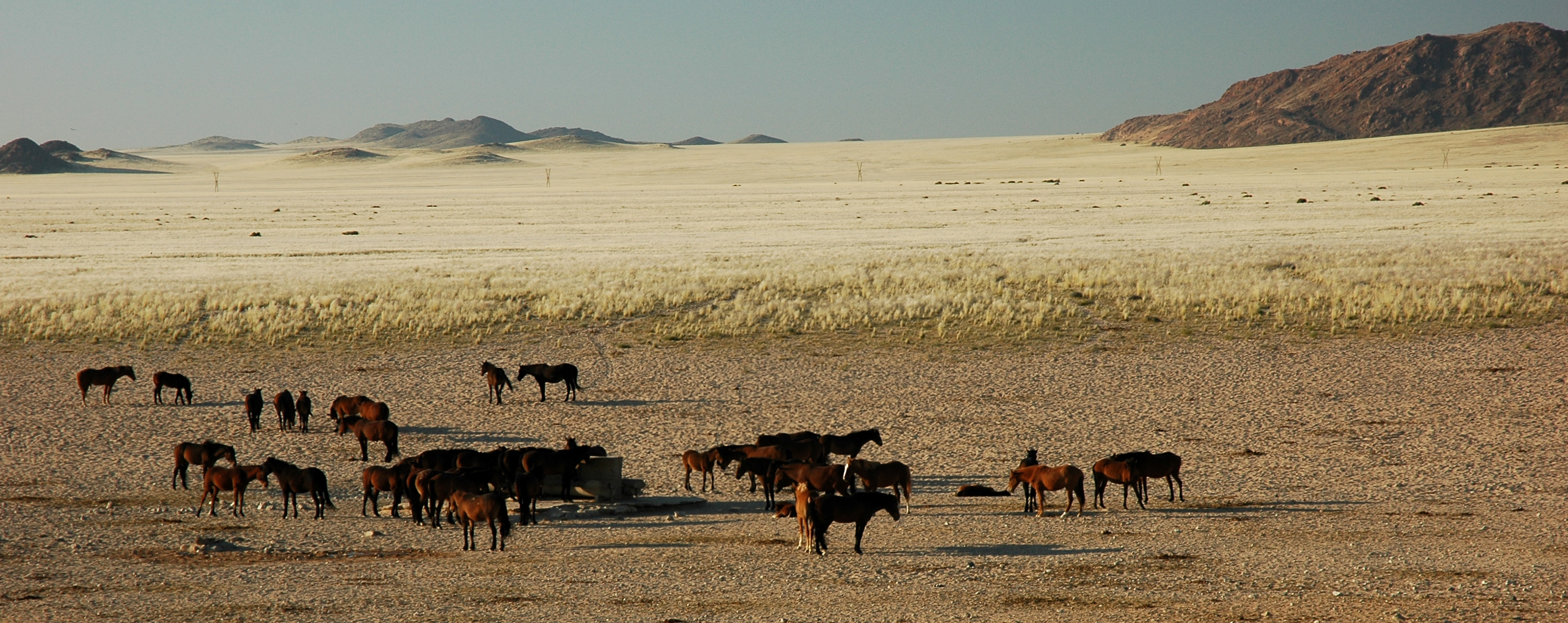
Vue générale sur le biotope des chevaux du Namib.

En raison de la rareté de l'eau, le cheval du Namib peut se passer de boire pendant 30 heures d'affilée en été, et jusqu'à 72 heures en hiver. Il est beaucoup plus résistant à la soif que les autres chevaux, même sauvages. D'après une étude réalisée en 1991, les 75 ans d'isolement génétique de la population et la rareté de l'eau ont conduit ces chevaux à développer des mécanismes physiologiques qui augmentent leur habilité à garder de l'eau dans leur organisme. En 1993, une seconde étude montre que la capacité physiologique de conservation de l'eau ne diffère pas entre le cheval du Namib et d'autres populations lorsqu'elles sont déshydratées pendant des périodes allant jusqu'à 60 heures, mais a suggéré que le cheval du Namib présenterait une meilleure capacité de conservation lorsque les périodes de déshydratation sont étendues à plus de 72 heures, un phénomène fréquent à l'état sauvage. Les chevaux passent une grande partie de leur temps à chercher des sources de nourriture au pas. Les rares plantes du désert, réputées pour emmagasiner le brouillard, sont leur seule source de nourriture.

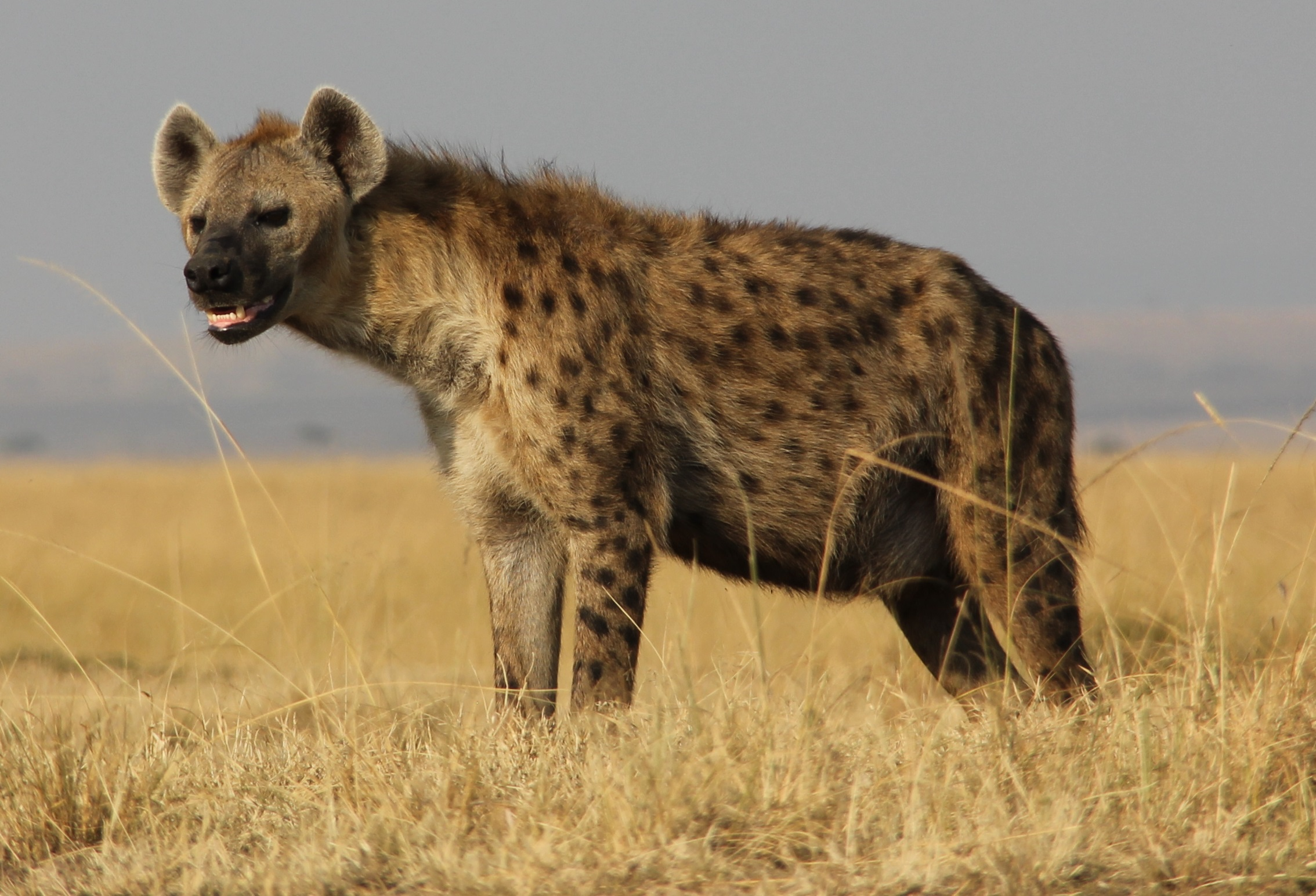
Les hyènes tachetées sont connues pour s'attaquer aux jeunes chevaux du Namib.

Ces chevaux, en particulier les poulains et les jeunes, peuvent être attaqués dans le sud du désert du Namib par la Hyène tachetée (Crocuta crocuta), de même que les Oryx gazelles (Oryx gazella) et les Springboks (Antidorcas marsupialis). La disponibilité d'autres sources de nourriture semble avoir une influence significative sur les taux de prédation des chevaux. Des Léopards (Panthera pardus) et des Chacals à chabraque (Canis mesomelas) dévorent aussi des jeunes chevaux, bien que ce soit plus rare. Les conditions environnementales difficiles dans lesquelles ils vivent sont la principale cause de mortalité parmi les chevaux du Namib, car elles provoquent la déshydratation, la malnutrition, l'épuisement et des boiteries. D'autres grands herbivores des plaines, dont le Zèbre des montagnes (Equus zebra), peuvent fréquenter de façon sporadique la zone de pâturage des chevaux du Namib pendant les périodes de pluies excessives, mais l'intervention humaine (clôture de portions de terre et chasse) a éliminé ou réduit de manière significative le mouvement des animaux dans la région. Le zèbre de montagne de Hartmann (Equus zebra hartmannae), une sous-espèce menacée, vit dans le parc national de Namib-Naukluft, mais son territoire ne recoupe pas celui du cheval du Namib. Il est à craindre que les chevaux aient une influence négative sur leur habitat, par surpâturage et par concurrence avec les espèces indigènes. Les espèces exogènes, comme le cheval du Namib, sont généralement indésirables dans le parc de Namib-Naukluft. Les chevaux représentent un cas particulier, compte tenu de leurs liens étroits avec l'histoire de la Namibie, de leur popularité auprès des visiteurs, et de leur intérêt en tant que sujets pour les études de cas sur les bandes de chevaux sauvages. Les études de 2003 et 2004, cependant, permettent de constater que si une superficie d'environ 100 m2 a été affectée aux chevaux autour de la zone d'arrosage de Garub, il n'y a pas de perturbation importante de la zone à l'extérieur de ce rayon. Les espèces animales et végétales à l'extérieur de la zone d'arrosage semblent plus touchées par les pluies que par les chevaux, probablement en raison de la faible densité de population et de la rotation du broutage. En raison de l'absence d'effet des chevaux sur la végétation, il est peu probable qu'ils influencent les populations de petits mammifères. Les chevaux semblent également avoir peu d'effets mesurables sur les espèces végétales ou animales vulnérables ou menacées, qui dans plusieurs cas sont bien davantage menacées par l'influence humaine. Les chevaux étant limités à une certaine zone de pâturage quand les grands herbivores indigènes ne le sont pas, ils ne posent aucun danger à ces derniers.

## Le cheval du Namib dans la culture
L'histoire de ces chevaux est évoquée dans le roman de Françoise Bourdin et le film de Sergueï Bodrov, intitulés Crinière au vent, une âme indomptable. Le film est sorti en France le 4 avril 2001. Il raconte l'histoire d'un poulain né à bord d'un bateau allemand en route pour le Sud-Ouest africain allemand en 1914, qui est adopté par un garçon d'écurie orphelin nommé Richard, dans une petite ville minière. Il baptise ce poulain Lucky. En grandissant, Lucky rencontre une jeune pouliche nommée Beauty dont le père, un étalon noir, ne supporte pas sa présence. Quand la première guerre mondiale éclate, la ville minière est évacuée et Lucky est abandonné. Il apprend à survivre dans le rude désert du Namib. Le film se conclut sur le combat de Lucky contre l'étalon noir, puis sur Richard qui, devenu adulte, survole le désert du Namib et découvre que les chevaux ont survécu. Ce film est moyennement reçu, les critiques de la presse louant les décors mais trouvant la voix off du poulain inutile.